# Дауноравичуте, Аделе
Аделе Дауноравичуте (лит.  Adelė Daunoravičiūtė; род. 29 апреля 1991, Клайпеда) — пианистка Литвы.

## Биография
В 2005 г. окончила класс углубленного развития в средней школе «Витурё» (г. Клайпеда).
В 2009 г. окончила Консерваторию имени Стасиса Шимкуса (Клайпеда, Литовская республика).
С 2009 г. студентка Факультета искусств Клайпедского университета (класс проф. Татьяны Ромашкины).
Участвовала в курсах высокого мастерства, проведенных пианистами: проф. Петрас Генюшас, Вальтер Гроппенбергер, Ксения Кнорре, Владимир Слободян, Албина Шикшнюте, Збигнев Ибельгаубт, Юргис Карнавичус, Вера Носина, Армине Григориян.
В 2010 г. участвовала в открытых и индивидуальных уроках мастерства, проведенных в рамках летнего фестиваля «Новые поколения музыкантов», с участьем пианистов: Алексей Гринюк, Игорь Ловчинский, Мирослав Култышев, Каспарас Уинскас.

## Награды
В 2001, 2003 г. лауреат республиканских конкурсов фортепианных дуэтов Литвы.
В 2003 г. участница фестиваля юных пианистов «Детство с музыкой».
В 2002, 2003 г. участница республиканского конкурса юных пианистов им. Балиса Дварёнаса.
В 2007 г. лауреат республиканского конкурса юных пианистов, посвященного В. А. Моцарту (III место).
В 2007 г. лауреат конкурса этюдов, проведенного Консерваторией имени Стасиса Шимкуса (III место).
В 2007 г. лауреат конкурса этюдов, проведенного Консерваторией имени Стасиса Шимкуса (II место).
В 2007 г. лауреат II-го конкурса пианистов, проведенного Консерваторией имени Стасиса Шимкуса (III место).
В 2008 г. участница семинара юных музыкантов «Янтарная гостиница».
В 2009 г. лауреат конкурса на премию проф. Б. Циплияускайте (I место).
В 2009 г. лауреат VII-го республиканского конкурса юных пианистов, (II место, диплом за лучшее исполнение полифонического сочинения).
В 2009 г. дипломант IX-го конкурса «Музыка без границ».
В 2010 г. лауреат фортепианной творческой олимпиады, проведенной Факультетом искусств Клайпедского университета (I место).
В 2010 г. лауреат международного конкурса «Искусство XXI века», прошедшего в рамках международного форума «Музыкальное исполнение и педагогика» в Италии. I место в категории соло, лауреат в категории фортепианного ансамбля.
В 2011 г. лауреат международного конкурса «Искусство XXI века», прошедшего в рамках международного форума «Музыкальное исполнение и педагогика» в г. Вена, в категории фортепианного ансамбля.
В 2012 г. предоставлен сертификат концертмейстера Международных курсов мастерства скрипки и камерных ансамблей.
В 2012 г. лауреат международного конкурса «Искусство XXI века», прошедшего в Финляндии. I место в категории соло, и I место в категории ансамбля, вместе с Кристина Будвитите.
В 2013 г. лауреат международного конкурса American protégé, прошедшего в Нью-Йорке, I премия в категории фортепианного ансамбля, вместе с Кристина Будвитите.
В 2013 г. лауреат международного конкурса «Искусство XXI века», прошедшего в рамках международного форума «Музыкальное исполнение и педагогика» в г. Клайпеда, Литва. I место в категории соло, и I место в категории ансамбля, вместе с Кристина Будвитите.
В 2011, 2012, 2013, 2014 г. во время почтения Президентурой Литвы литовских музыкантов, занявших в международных конкурсах высокие места, Президентом Литвы Даля Грибаускайте награждена поздравительной грамотой.